# Русанів
Руса́нів — село в Україні, у Броварському районі Київської області. Входить до складу Великодимерської селищної громади. Населення становить 1685 осіб.
Загальна площа землі в адмінмежах колишньої Русанівської сільської ради — 5272,3 га.

## Географія
Русанів розташоване на правому березі річки Трубіж, за 30 км від Броварів і 47 км від Києва. Сусідами Русанова є: на півночі с. Світильня, на північному сході с. Кулажинці, на північному заході с. Плоске, на заході с. Гоголів, на південному заході села Велика Стариця та Сеньківка, на сході сусідом Русанова є с. Перемога. До складу Русанова входять два колишніх хутори — Пісок (одразу за селом) і Першотравневий (за 5 км від села).

## Історія

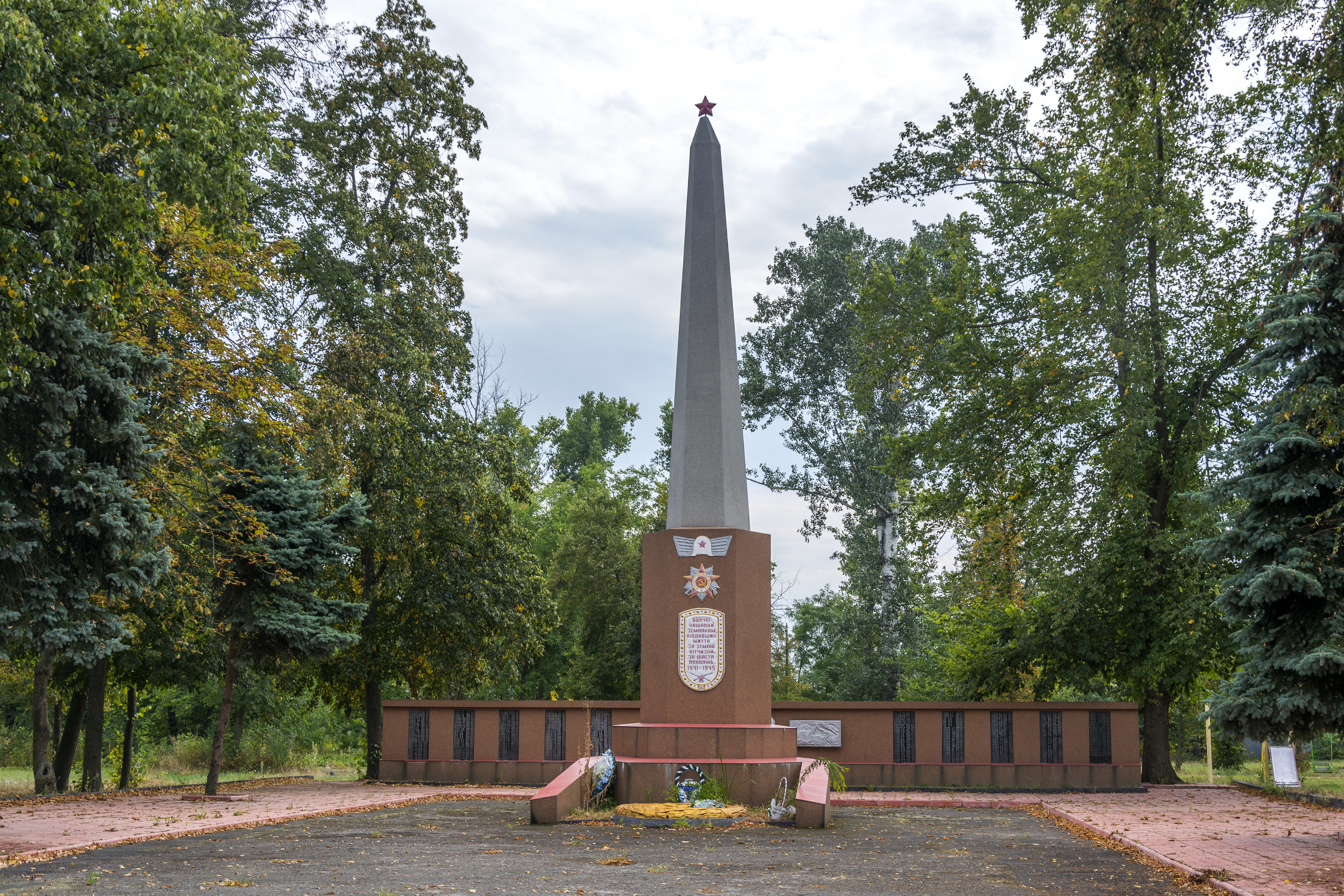
Пам'ятник воїнам-односельцям, які загинули в роки Другої світової війни

### Княжий період
Русанівський городок було засновано, згідно з літописними даними 980 р. за князя Володимира Великого. В літописах згадується з 1147 р. під назвою Русотина.
Залишки староруського міста Русотіна знаходяться на південно-східній околиці сучасного села. Городище округле,  Діаметр городища - 60-70 метрів. Городище розташоване на правому березі річки Трубеж, при впадінні в неї невеликої притоки. Таким чином, природні водні перешкоди захищали древнє місто зі сходу (Трубеж) і півдню (притока Трубежа). На тлі низинного рельєфу городище помітно виділяється масивністю укріплень. Городище опоясане валом, що непогано зберігся, висота якого із зовнішнього боку в деяких місцях досягає 4-х метрів. Середня висота валу - 2,5 метри. Сліди рову практично відсутні. Особливо круті ділянки валу збереглися з півночі і сходу. З північного заходу виразно простежується в'їзд до городища.

### Козацький період
Переказ називає першопоселенцем чоловіка на ім'я Руслан. «Історія міст і сіл УРСР» засновником села називає Саву Русановича. В документах 1508 р. Сава Русанович згадується, як великий землевласник.
У 1649-1782 роках належало до Гоголівської сотні Київського полку.
Перепис підданих Фролівського монастиря у 1780 р. провів управитель Русанівського двірця Іван Павлов Ярошенко. Переписано 863 душі. Найбільшим був рід Єрченків — 10 сімей. Нині цього роду в селі нема. Але в документах 1786 р. називається старожил Русанова Михайло Юрченко. Юрченко — це видозмінене Єрченко?
У другій половині XVII ст. село було кимось спустошено. За документами, його заселяла мати Івана Мазепи посполитими людьми. Простежується переселення з півдня, зі Стариці, Сулимівки, Іванкова.
У 1652 р. Павло Алепський відзначає Русанів, як значний ремісничий центр з православним храмом.

### 19 - початок 20 століття
У 1859 році в козацькому селі мешкало 1175 осіб (517 осіб чоловічої статі та 558 — жіночої), налічувалося 196 дворових господарств, існував православний храм.
Згодом Русанів був типовим казенним селом. У 1897 році в селі проживало 2127 душ.

### Голодомор 1932-33 рр.
З 1923 по 1931 рік Русанів належав до Новобасанськького району Чернігівської губернії.
У 1929-33 рр. ХХ ст. село пережило колективізацію і Голодомор. Заможне селянство всіляко перешкоджало створенню колгоспів: вбивали активістів, голів колгоспів, труїли колективну худобу, знищували посіви, знаряддя праці. У 1932 році від рук невдоволених загинув секретар сільської ради Андрій Юхимович Рак. Середняки, маючи невелику власність, вичікували, а якщо і вступали до колгоспу, то через деякий час виходили з нього, забираючи все, що здавали при вступі. І тоді почалась примусова колективізація, що призвела до штучного голодомору. На 1933 рік шляхом примусу у селі було створено 4 колгоспи. Справи в колгоспах йшли погано: урожайність була низькою. Плани здачі зерна державі треба було виконувати будь-якою ціною. А крім цього, кожного в селі зобов’язували надавати державі грошову позику – купувати облігації. Так віднімали і зерно, і гроші. У 1932-1933 році державою штучно було викликано голод, наслідки якого дуже довго приховувались від народу і тільки зараз вивчаються.
В селі встановлено прізвища 120 загиблих голодною смертю. Мартиролог жителів с. Русанів – жертв Голодомору 1932-1933 років укладений за свідченнями очевидців Карпенко Х.У., 1922 р.н., записаними в 2001 р.; Рак П.М. (1912-2002), запис зроблено в 2001 р., та ін., записаними бібліотекарями Білою К.П., Вірич В.В., Рябою С.В., та за даними сільської ради і тритомника «Броварська минувшина».
- Божук (чоловік)
- Божук Зінько
- Будченко Катя
- Гула (дочка)
- Гула Хівря (з’їдена чоловіком)
- Гулий Петро(батько),13 дітей
- Гулий Ярьєн
- Дяченко Андрій
- Карпенко Артем
- Карпенко Галина Іванівна
- Карпенко Мелаха Іванівна
- Карпенко Федір
- Костюк (його сестра)
- Костюк Григорій Сергійович
- Костюк Іван
- Костюк Іван Якович
- Литовченко Антон
- Литовченко Галина
- Литовченко Іван М.
- Литовченко Микола О.
- Литовченко Павлик
- Литовченко Петро О.
- Литовченко Андрій
- Маркуця (дитина)
- Маркуця (дитина)
- Маркуця Анюта
- Маркуця Афанасій
- Маркуця Іван
- Маркуця Іван Іванович
- Маркуця Омелько
- Маркуця Онися
- Маркуця Ульян Омелянович
- Мищенко Василь
- Мищенко Прохор
- Мищенко Радіон
- Петренко Трохим
- Пильтяй Іван Митрофанович
- Рак Віра
- Рак Іван
- Рябий Г.Н.
- Рябий Григорій Никифорович
- Рябий Сакій
- Рябий Семен
- Семенюк Павло
- Середа Омелько
- Соловей (дитина)
- Соловей (дитина)
- Соловей (дитина)
- Соловей (дитина)
- Соловей (дитина)
- Соловей (дитина)
- Соловей (дитина)
- Соловей (дитина)
- Соловей (дочка)
- Соловей (дитина)
- Соловей (син)
- Соловей Анатолій Максимович
- Соловей Андрій
- Соловей Андрій Герасимович
- Соловей Антон Гавр.
- Соловей Віра
- Соловей Гаврило
- Соловей Герасим
- Соловей Григорій
- Соловей Демид
- Соловей Дмитро Якович
- Соловей Іван Герасимович
- Соловей Іван Максимович
- Соловей Іван Теренкович
- Соловей Кузьма Гаврилович
- Соловей Максим
- Соловей Марина
- Соловей Марія
- Соловей Марія Ол.
- Соловей Марія Олекс.
- Соловей Матвій
- Соловей Микита
- Соловей Микола
- Соловей Микола Терешкович
- Соловей Митрофан
- Соловей Остап
- Соловей Павло Гавр.
- Соловей Петро
- Соловей Петро
- Соловей Петро Гавр.
- Соловей Петро Якович
- Соловей Семен
- Соловей Степан
- Соловей Степан Гавр.
- Соловей Терешко
- Топіха Григорій
- Юрченко (дівчинка, зарізав батько)
- Юрченко Василь
- Юрченко Іван
- Юрченко Ігор
- Юрченко Марко
- Юрченко Михайло
- Юрченко Прокоп
- Юрченко Семен
- Юрченко Федор

## Населення

### Мова
Розподіл населення за рідною мовою за даними перепису 2001 року:
| Мова            | Кількість | Відсоток |
| --------------- | --------- | -------- |
| українська      | 1640      | 97.33%   |
| російська       | 40        | 2.37%    |
| білоруська      | 4         | 0.24%    |
| інші/не вказали | 1         | 0.06%    |
| Усього          | 1685      | 100%     |

### Роди
РОДОВОДИ
Безпалий — рід відомий з 1780 р., очевидно пішов від гоголівського міщанина Грицька Безпальчого (1666).
Божко (Морозівка, Іванків) — очевидно ця родина переселилася з Бориспільщини. Божко означає “порядна людина”, “святий та божий”. Це також особове ім’я. Можна допустити, що це вихідець з болохівського міста, яке називається Божко. На Остерщині поширене прізвище Божок. Це різні прізвища. Божок — це ідол. Тому людину можна назвати Божко (ім’я), але Божок і Божук — не можна, це табу. Максимко Бошко, швець (Коз., 1666).
Рід походить від Сидора Васильовича Б. (нар. 1725). Андрій Б. (1649) — козак Київської сотні. Юхим Божко (1756) — староста Світильні.
Божук (Божок) — прізвище давнього язичницького типу. Непросто було назвати людину божим іменем. Ім’я людини не випадкове, священне і цінне. Божук (1649) — козак Баришівської сотні.
Варич — від слова варити, вар, жар. Рід пішов від братів Опанаса (58 р.), Василя (50), синів Самійла В. (козак Іван Вариженко, П., 1649).
Вірич (Сулимівка) — рід від Андрія Яковлева Вірича (25 р.), який у 1780 р. уже мав 3 дітей. На Русі вірник, “збирач віри” при князі виконував поліцейські функції. Давньоруське слово “віра” означає штраф (“платити віру”). Це значна адміністративна посада, як і осьменник (осьмак) — збирач мита (Осьмак — гоголівське прізвище).
Войтовець — очевидно, виходець із села Войтівці (Баришівка).
Войченко — від давньоруського слова “вої” (воїни).
Гулий — гулящий, бродяга, кочівник. Рід із с. Виповзов, втікачі початку XVII ст.
Дудка — родова лінія йде від Якова Дудки (нар. 1713 р.). Ясько Дудник (Кулаженці, 1726), посполитий Дудченко (Басань, 1726). Осташко Дутка, Тараско Дуть (Лутава, 1666). Очевидно вони належали до остерських замкових музикантів.
Дяченко — рід від посполитого Дяченка (1780). У Переяславському полку (1649) було три козаки Дяченки.
Жук — козак Лукаш Ж., Гаврило Жученко (П., 1649). Ж. — посполитий з Басані (1726). Родове село Сулимівка.
Карпенко — у 1666 р. в Гоголеві жив Самошко Карпенко, там же в 1766 р. жив Вакула Карпенко. Пізніше Карпенки у Гоголеві не проживали. Але вже у 1780 р. в Русанові було кілька родин К. За чисельністю вони поступалися лише Єрченкам і Солов’ям. За переписом 1766 р., у Бобрику була родина Карпенків (6 синів, 3 дочки), яка теж покинула село. Карпо (з гр.) — плід.
Кваша — “кисле тісто”. Рід згадується в переписі 1780 р.
Киричок — рід від Онтишки Кирикова (Г., 1666). У Русанові (1780) — від Григорія (нар. 1726) і Микити (нар. 1733), синів Івана К. Прізвище Киричок, Кириченко походить від особового імені Кирик, що в перекладі з латині означає “пан, володар”.
Кирпа — рід з с. Любарців. Кирпатий чоловік.
Клушко — козак Гаврило Клишенко (П., 1649), у 1766 р. посполиті Григорій і Микита К. (Світильня), у 1780 р. русанівський посполитий Клушенко. Клушко — неповоротка людина, “той, що сидить удома”.
Коваленко — рід значиться у переписі 1780 р.
Костира — козак переяславського полку Степан К. (1649), Яким Костиренко (Г., 1766). Костир — біла гарячка, божевілля. Костира — також гравець в кості (що є свого роду божевіллям).
Костюк — рід, плем’я, люди, пов’язані одним походженням (“кость від кості”). “Не наша кость — рід татарський”. Гаврило Костеняк (Г., 1766). У 1780 р. - русанівський рід Костюченко.
Литовченко — предок роду був литовського походження. У Щаснівці й Борисполі — рід Литовка (війт 1663 р.). Це прізвище не настільки поширене, як Литвин, бо литовські зв’язки з Україною не були масовими. Але литвини — не литовці.
У Переяславському полку (1649) були козаки Остап, Семен, Ісай і Андрій Литовченки. У 1666 р. бориспільський сотні- міщанин Семен Литовка. У 1726 р. (Княжичі) Кирик Литовченко. Русанівський рід від Тимофія Антонова Литовченка (нар. 1728).
Маркуця — рід жив у селі у 1780 р. Прізвище пішло від слова маркітант, що означає “торгова людина”, можливо від імені Марко.
Міщенко — поширене прізвище заворицької і гоголівської козацької старшини.
Нестроєвий — прізвище пізнішого походження, означає “порушник порядку”.
Нещерет (Євминка) — давньоруське слово, що означає “змій, ящірка”. Судові документи 1624 р. фіксують втечу посполитих з Євминки до Гоголева. У 1780 р. рід жив у Русанові. За Л. Похилевичем, Нестор — Нещир — Нещерет.
Носенки — родина тисячолітнього родоводу. Це вихідці з літописного града Носова (Гоголева). Нащадки легендарного богатиря Носа, засновника граду. У 1666 р. у м. Гоголеві жили Нос, Носей. У 1780 р. в Русанові було 4 родини Носенків. Носенко Іван — міністр морського флоту СРСР.
Огняний (Іванків, Марківці). У 1766 р. двір Сави Огняника у Гоголеві. У 1780 р. в Русанові жила вдова Огняна з дітьми. Від давнього слова огн- вогонь.
Онищенко — двір Федора Онищенка (Г., 1766). Від особового імені Онисим.
Павлик — у 1725 р. отаманом Світильні був Іван Павленко, у 1780 р. в Русанові жив рід Павличенко. Павла (лат.) означає “маленька”, Павла — свята діва ІІІ ст.
Пильтяй (Іванків). У 1666 р. в Гоголеві — Ондрюшка Пильтяй. У 1766 р. там же двір посполитого Михайла П. (70 р.). Прямий русанівський рід від братів Степана (нар. 1704) та Івана (нар. 1710) — синів Федора Пильтяя. Пильтяї — “ті, хто пиляв ліс”. Цей промисел процвітав у часи Павла Алепського, який у 1624 р. згадує лісопильні Русанова. Пилтяй Дем’ян, 1628 — 1672, уманський осавул. Козак Пильшенко (Світильня, 1766).
Писаний — у 1780 р. були родини Писанка і Писаренко. Григорій Писанка (1766) жив у Гуті, біля Літок. Іван Писанка (XVI ст.) — підданий Осипа Немирича.
Рак — Яким Р. (Г., 1766). Прямий родовід від Григорія Кондратова Р. (нар. 1740).
Русанович (Вороньків - Русан) — місцевий переказ називає першопоселенцем Руслана (Русана), від нього пішла назва села Русанів. Русанівський град, як свідчать літописи, було засновано 980 р. Русанів — літописний град Русотин (городок і селище площею 2,5 га), який згадується в літописі 1147 р. У давньоруські часи побутувала традиція називати гради іменами билинних богатирів-героїв (Київ, Переяслав, Чернігів, Пухов, Міхов, Носов, Требухів, Русанів, із закінченням -ов (-ів). Не дивно, що богатирські роди збереглися до нашого часу — Кий, Пух, Ніс, Міх, Русан.
У переддень татарської навали місцеві роди Русан, Соловей, Нос частково втікають на Волинь. Там виникають села Русовичі, Руснів, Солов”ї, Соловичі. У реєстрі 1588 р. на Волині значиться Юрій Русановський. Та, очевидно, не всі пішли з рідних місць. Сава Русанович (1508) був значним власником земель на Броварщині. У 1613 р. та 1618 р. онуки-правнуки Сави — Никифор і Остафій Р. — судяться з поляками за свої землі. Вони мали у власності частину села — 20 димів. Про родовитість Русановичів свідчить і Литовська Метрика (1522), у якій записані боярин м. Несвіж (Білорусь) Гринешко Русинович, друцькі князі Русаничі (1390). У переписі 1528 р. боярин Сенько Русанович (Пінськ).
Дідичні землі Русановичі втратили під час українсько-московської війни 1658 р. і 1668 р. У Чернігівському гербовнику записано рід дворян Рустановичів, від козака Павла Рустановича (1663), який був одружений з дочкою переяславського полковника Щуровського. Він мав двір і фільварк у Борисполі. У 1672 р. він отримав універсал гетьмана Самойловича на всі добра і бровар. Неточність прізвища пояснюють акти 1675 р.: “неодноразово повідомляв різні відомості про себе місцевій старшині і московським чиновникам, брав участь у різних політичних справах”. У непевні часи мусив щось приховувати. Його син Петро був протопопом.
Монах Печерського монастиря Іраклій Русинович був комісаром (агентом) Мазепи при польському дворі (1680). Русановичі пішли служити не царю, а українській церкві. Петра вже записано бориспільським священиком Русановичем, який за гетьмана Скоропадського володів Процевом. У Києво-Могилянській академії навчалися: Василь Русанович, син священика (1740, студіював філософію); Яків Рустанович, син попа Івана (1736); у 1743 р. Іван Семенов Русанович (з Виползова); у 1779 р. Юхим Русановський.
Протоієрей Семен Гаврилов Русанович ( 1835-1909р.) тримав 28 років приход у Гоголеві. Священник – пахар, жав з дружиною жито за снопа, косив сіно за плату.Господарював сам 12 десятин землі. Добросовістність його увійшла в прислівя. Нагороджений орденом св. Анни 3 і 2 ступеня, св. Володимира 4 ст. У його домі часто бував поет Грицько Чупринка. Онук Семена Дмитро закінчив Київську духовну семінарію, а потім Київський педіститут і в 30-ті роки вчителював у с. Рудня. За доносом був репресований “як керівник броварської терористичної організацій”. Його онука Тетяна Дмитрівна Р. живе сьогодні у Броварях, а їхня однофамілиця Яна Русанович (очевидно з якоїсь гілки цього роду) у 1998 р. балотувався на посаду мера Броварів. (Матеріали про цей родовід подано в книгах В. Коцюби, О. Коцюби та М. Овдієнко “Дума про Оглав” і колективному збірнику “Незглибима “Криниця”). Тисячолітній генезис. Те, з чого ми вийшли, що ще живе і сьогодні з нами.
Рябий — рід від Конона Рябенка (1780). Рід розрісся у пізніші часи, під час війни загинули 24 чоловіки цього роду.
Семенюк — у 1780 р. в Русанові жила сім’я Семенченко. У Переяславському полку (1649) був козак Сергій Семененко. Кіндрат Семенець (Г., 1666). Семен (древньоєвр.) — “Бог чує”.
Середа — за переписом 1780 р., в селі жила лише одна родина С. Середа — від “середній син”.
Соловей — родовід С. починається з глибини язичницьких часів (див. книгу В. Гузія “Золота очеретина”). На тисячолітній родовід претендують три великі русанівські родини: Соловей, Русанович, Носенко.
З фольклорних джерел відомо, що С. заснували Броварі, наступні покоління було вислано у Русанів, треті пішли на Волинь і Полісся. Покидали С. своє родове гніздо лише в лютий час (під час останньої війни загинуло близько 60 чоловіків роду). Солов’їв чомусь (попри численність їх) немає серед козаків (виняток становить корсунський полковник Михайло С.). У поясненні до матеріалів перепису (1897) Чернігівської губернії однозначно записано, що Соловей — язичницький княжий рід. Нам же цей рід відомий як посполиті. Після подій билинного часу С. втратили свою княжу родовитість, хоч і зберегли язичницьку любов до своєї землі.
Русановичі були переможцями, а С. — переможеними. Якщо родовід Русановичів — тисячолітній роман, то родовід С. — ціла поема, яку хтось колись напише. На довгому родовому шляху були і трагедії, і кризи, але ж С. залишилися на своїй землі. Людський рід, як дуби, у яких коріння сягає найглибше.
У переписі русько-литовського війська 1528 р., замку Новгородського (нині Новогрудок), записані сокольники Соловей з братією (5 осіб).
За переписом 1780 р., у Русанові був куток Солов’ївка, де мешкало 8 родин. Це були різні родини, які не мали одного очевидного спільного кореня. Згадуються родини Василя Андрієва С. (62 р.), Івана Іванова С. (51 р.), удови Марії Соловихи (56 р.). У 1900 р. С. — волосний суддя у Гоголеві.
Рід — це десятки людей, освячених між собою спільністю і моральною силою. Брат не може покинути брата в біді. У цьому сенс роду. Соловей — це родова кличка-тотем, що перейшла в прізвище.
Топіха — прізвище поширене в сусідніх селах (Плоске, Димерка). Очевидно, це ті димерці, яких осадила на своїх ґрунтах княжна Корецька в першій чверті XVII ст. У 1780 р. у Русанові жила одна родина Т.
Хамбір — рід з Великої Стариці. У 1780 р. одна родина Ханбір жила в Русанові. Іван Хамбір у 1746 р. продав ниву в Гоголеві.
Шпак (Димерка) — прямий родовід від Сили Шпака (нар. 1723). Прізвище тотемного роду.
Юрченко — у матеріалах 1780 р. цієї родини в селі немає. Найбільшою родину на той час у селі були Єрченки (10 сімей), яких сьогодні у селі немає. Не виключено, що прізвище Юрченко утворилось від Єрченко. Певні підстави для цього припущення є. У 1863 р. старостою Русанова був Юрченко. Юрко — те, що й Георгій (хлібороб). Юрець — молодий бобер.
Багато давніх прізвищ, які фігурують у переписі 1780 р., сьогодні в Русанові немає. Та це не означає, що рід зник. Документально фіксується лише чоловіча лінія роду, а жіноча лінія простежується складніше. Хоча в кожному з нас тече саме материнська кров, і ми мріємо повернутися в дім, де любила нас мати і, здавалося, було щасливе дитинство.
Серед зниклих родин села Туренко, Климасенко, Гришко, Шелест, Гавриш, Гацан, Сукченко, Тищенко, Заболотний, Фень, Блоха, Пшеничний, Нестеренко, Галебленко, Герасименко, Сильченко, Назаренко, Прудченко, Іващенко, Нетребило, Чухрай, Лось, Горбенко, Білоус, Слизько (Слизюк?), Черниченко, Коломійченко. Вони проявилися в інших селах. Але то вже інша історія.
Перепис 1780 р. дає змогу визначити родовід майже кожної русанівської родини з 1700 р. по 1850 р., а повний родовід можна встановити за метричними книгами церкви Св. Миколая. Священиком місцевої церкви був Василь Дмитрович Талаш (45 р., мав 3 сини). Як і всі сільські родоводи, русанівський по-своєму багатий і неповторний.

## Релігія
У селі є дерев'яна Свято-Миколаївська церква (ПЦУ). Належить до Переяславсько-Вишневської єпархії. Налічується близько 230 парафіян.

## Освіта
З кінця ХІХ ст. в Русанові діяла трирічна церковнопарафіяльна школа. Містилася в будинку на дві класні кімнати, де навчалося 50-60 дітей. Викладали вчитель з гімназійною освітою і грамотний односелець П. Д. Антон та вчителька Захарієвська Марія. Щодня четвертий урок у школі проводив священник Ананія Добриловський. На поч. ХХ ст. - священник Феодосій Миколайович Платонов. Учні вивчали молитви і молитовні пісні. Після революції 1917 р. школу розмістили в будинку, де раніше жив дяк, в цьому приміщенні були дві класні кімнати і дві квартири для вчителів. Школа була трирічною.
У 1927 р. жителі села порушили питання про відкриття 4-го класу, що вможливлювало подальше навчання у повітовій семирічній школі. Делегація зацікавлених селян поїхала до Чернігова, влада підтримала їхнє клопотання. Було відкрито 4-й клас і до школи прислали ще одного вчителя.
У 1931 р. відкрили 5-й клас, класи розмістили по хатах у різних кутках села — у зв'язку з великою кількістю охочих навчатись і відсутністю придатного приміщення. Згодом, в центрі Русанова, на місці зруйнованої великої дерев'яної церкви з позолоченими банями, побудували двоповерхову школу на 14 класних кімнат, майстерню і спортивну залу було споруджено окремо. 84 першокласники прийшли до школи 1 вересня 1939 року. В цей період школою керував Трохим Степанович Дженжібер.
У вересні 1941 р. німці зробили зі школи штаб, перетворивши перший поверх на стайню. Було знищено все шкільне обладнання. У 1943 р., після визволення села від нацистів, русанівці відремонтували школу. В той час керувала школою М. С. Войтовець, опановувати грамоту дорослим та дітям допомагали вчителі початкових класів О. П. Ліцман, О. К. Дорошенко і перша вчителька-русанівчанка У. М. Нещерет.
До 1952 р. у відремонтованій школі навчання було семирічним. З 1953 до 1960 рр. директором освітнього закладу був І. В. Ніколаєнко, тоді школа набуває статус середньої. Згодом І. В. Ніколаєнко було призначено першим заступником міністра освіти УРСР. Навчання у школі відбувалось у дві зміни, приміщення спортзалу не було.
1966 р. школа випускає перших срібних медалістів. З 1969 р. до 1973 р. школу очолює її випускник О. М. Хамбір.
Потребу з добудови й реконструкції шкільного приміщення підтримав Інститут Київпроект, очолив новий директор — Яків Сергійович Яновський. За 5 років (1973—1983 рр.) було добудовано двоповерхове приміщення школи на 10 класів, спортзалу, стрілецький тир, їдальню, реконструйовано старий корпус. 1 вересня 1977 р. в Русанові відкрито нову школу. Великий внесок у будівництво й обладнання школи (бетонні і столярні, електромонтажні роботи, обладнання комп'ютерного класу) зробили: В. С. Горий — учитель праці; архітектори Зінаїда Євгеніївна Хлєбнікова (автор проекту) та Михайло Федорович Олексієнко; директор радгоспу Леонід Єгорович Михєєв та парторг радгоспу Іван Павлович Рябий. Фінансував будівництво радгосп «Русанівський», будівельні роботи проводила бригада «Броварисільбуду».

### Русанівське навчально-виховне об'єднання «Загальноосвітня школа І-ІІІ ступенів— дитячий садок»
У 1991 р., завдяки зусиллям директора школи О. М. Хамбіра, для школи були закуплені комп'ютери. З 1993 р. директором навчального закладу працює В. М. Телендій.
У 1999 р. школа набуває статус навчально-виховного об'єднання. Суттєву допомогу школі надавали голова АТОВ «Русанівське» О. М. Борсук та сільський голова Ю. Г. Хамбір. У 2001 р. на кошти батьків і спонсорів було оновлено базу комп'ютерного класу.
За даними на 2003 р. повну середню освіту в цій школі здобули 1239 випускників, 25 з них нагороджені медалями. 27 педагогів навчають 207 учнів 1-11-х класів і 30 дітей дошкільного віку.

## Відомі особистості
- Костира Софроній Андрійович — молодший урядник Війська Центральної Ради, родом із Русанова, загинув у сутичці із більшовиками під час роззброєння червоногвардійського підрозділу.
- Кособлик Микита Сергійович — ветеран війни, захисник Ленінграду, кавалер орденів Вітчизняної війни І ступеня та Трудового Червоного Прапора.
- Пильтяй Марія Захарівна — Герой Соціалістичної Праці.
- Романенко Віталій Петрович — (1926–2010) — український радянський олімпійський чемпіон зі стрільби (у вправі «олень, що біжить», 441 очко — ОР) в Мельбурні 1956 року. Чемпіон світу (1954) у стрільбі по мішені «олень, що біжить», неодноразовий чемпіон світу та Європи (1954—1962) в командних змаганнях. Чемпіон СРСР (1955—1962) в особистих і командних змаганнях. Заслужений майстер спорту (1955). Заслужений тренер УРСР (1974). Учасник німецько-радянської війни, полковник.
- Топіха Іван Наумович (1936 р. народження) — народився в с. Русанів, після закінчення Русанівської школи здобув освіту «вчений-зоотехнік» в Білоцерківському сільськогосподарському інституті. Разом з дружиною (Топіха Віра Сергіївна) працював в Інституті тваринництва степових районів ім. М. І. Іванова «Асканія-Нова». У 1973 р. закінчив аспірантуру і захистив кандидатську дисертацію на тему «Організація внутрішньогосподарського розрахунку в тваринництві». З 1981 р. одночасно був заступником директора інституту з наукової роботи та завідувачем відділу економіки. За плідну наукову діяльність нагороджений медалями та орденом «Знак Пошани».
- Хазан Михайло Львович (1909—1998) — народився в Бородянці, після строкової служби був направлений на Броварщину, де завдяки розумної господарської політики та організаторському хисту укрупнює колгоспи. Керував радгоспом «Русанівський». В 1958 році був нагороджений Орденом Леніна.

##### З 1966 до 1969рр. русанівців було нагороджено
- Орденом Жовтневої Революції

С. І. Коваленко
- Орденом «Знак Пошани»

Г. Г. Рак, Г. М. Соловей, І. Т. Юрченко, К. К. Кузьменко, М. Л. Костира
- Орденом Леніна

А. А. Рябу, М. Л. Хазана, Д. М. Юрченко, П. Т. Безпалу, П. П. Тупого
- Орденом Трудового Червоного Прапора

садовода І. Я. Литовченка, Г. А. Соловей, В. Й. Петрюк, В. І. Рак, П. С. Середа, П. О. Рябий, М. С. Кособлик, І. Г. Гулий, С. Ф. Марченко
- Орденом Трудової Слави

В. Д. Діденко, Є. М. Колутницьку, А. Г. Юрченко
- Медаллю «За трудову доблесть»

бригадирів М. К. Рябого та П. А. Солов'я
- Медаллю «За трудову відзнаку»

бригадира М. Ф. Гулого, бухгалтера Ф. Ф. Костину, комбайнера Г. Д. Костюка